# Uglics
Uglics orosz város, mely a hasonló nevet viselő oroszországi járás székhelye a jaroszlavli területen belül, a Volga partján.

## Elhelyezkedés
A Volga partján, 110 km-re nyugatra Jaroszlavltól, 245 km-re északra Moszkvától.

## Nevének eredete
Nevének eredetére több magyarázat is létezik.
1. Az orosz "na uglu" szóból ered, ami annyit tesz: "sarkon", mert itt kanyarodik a Volga.
2. Az "ugloj", azaz "szén" szóból származik, mert az itt letelepedett őslakosok szénégetéssel foglalkoztak.

## Népessége
| 2017 | 32 146 |
| 2018 | 32 057 |

## Története

### Alapítása
A várost 937-ben alapították. A legenda szerint Igor herceg és kísérete azért ment a településre, hogy lakóit megszámlálja, és kijevi fejedelemsége adófizetőivé tegye. A helyieknek úgy fejezték ki nemtetszésüket, hogy az erdőben két fa közzé kötözték őket.

## A város a középkorban
A város önálló fejedelemség központja volt, fénykora a XIII. századra tehető. Ebben az időben 15 templomot és 3 kolostort építettek, még saját pénzverdéje is volt a városnak.

### Történelmi hírnév
Hírnevét egy tragikus eseménynek köszönheti, amikor 1591-ben Rettegett Iván harmadik fiát, a trónörökös Dimitrijt nyolcéves korában holtan találták- valaki elvágta a torkát. (Feltehetően Borisz Godunov parancsára.)
A tragédia emlékére száz évvel később, azon a helyen, ahol a cárevics holttestét megtalálták, templomot emeltek, amelynek a neve Vérző Dimitrij. A templom belsejében levő freskók elbeszélik a cárevics halálának történetét.

## Gazdaság
Uglicsban működik a híres „Csajka” óragyár, melynek márkaneve az első női űrhajóshoz, Valentyina Tyereskovához kapcsolódik, mivel űrrepülése során az ő rádiós hívóneve volt a "Sirály",  azaz Csajka.

## Látványosságok
Uglics városában rengeteg látványosság található: többségében templomok, de akadnak múzeumok, szobrok, egyéb látnivalók is.
- Az „uglicsi kreml”: A középkorban komoly erődítmény volt, bástyákkal, erős falakkal és felhúzható hidakkal.
- Vodkamúzeum: Pjotr Szmirnov, orosz „vodkakirály” emlékére szülővárosában múzeumot is létesítettek, ahol 80 féle vodka látható.